# Nenax acerosa
Nenax acerosa är en måreväxtart som beskrevs av Joseph Gaertner. Nenax acerosa ingår i släktet Nenax och familjen måreväxter.

## Underarter
Arten delas in i följande underarter:
- N. a. acerosa
- N. a. macrocarpa